# Vrolingen
Vrolingen is een gehucht van Wellen. Het naburige Kukkelberg maakt eveneens deel uit van het gehucht.
Vrolingen werd voor het eerst schriftelijk vermeld in 1273. Het achtervoegsel -ingen duidt op een Germaanse oorsprong. Het was een afzonderlijke heerlijkheid, in bezit van de Graven van Loon.
Tegenwoordig is Vrolingen bekend vanwege de stroopstokerij Bleus, die sinds 1843 in bedrijf is en ook tegenwoordig nog produceert op ambachtelijke wijze. Ze ligt aan de Steenweg op Vrolingen 45. De inrichting van de stroopstokerij (stookinstallaties, persen en dergelijke) is waardevol. De aanwezigheid van een stroopstokerij is terug te voeren op het aanzienlijke belang van de fruitteelt (appels, peren) in dit gebied.